# Major Olímpio
Sérgio Olímpio Gomes, mais conhecido como Major Olímpio; (Presidente Venceslau, 20 de março de 1962 – São Paulo, 18 de março de 2021),   foi um policial militar e político brasileiro, filiado ao PSL. Foi deputado estadual por São Paulo, sendo que em seu segundo mandato liderou a bancada do PDT na ALESP. Nas eleições estaduais em 2014, foi eleito deputado federal e em 2018 elegeu-se senador – em ambas as ocasiões, representando São Paulo. Morreu em 18 de março de 2021 na capital paulista por complicações da COVID-19.

## Biografia
Sérgio Olímpio Gomes, paulista de Presidente Venceslau, foi presidente da Associação Paulista dos Oficiais da Polícia Militar do Estado de São Paulo e diretor da Associação dos Oficiais da Polícia Militar do Estado de São Paulo. Como oficial, se formou na Academia de Polícia Militar do Barro Branco no ano de 1982 e exerceu suas funções por 29 anos. Era bacharel em ciências jurídicas e sociais, jornalista, professor de educação física, técnico em defesa pessoal, instrutor de tiro e autor de livros voltados para a questão da segurança.
Em 2006 se filiou ao Partido Verde e se candidatou a deputado estadual, tendo sido eleito com 52.386 votos.  Em 2010, mudou para o Partido Democrático Trabalhista (PDT) e nas eleições daquele ano chegou a ser indicado pelo partido para assumir o posto de vice na chapa encabeçada pelo então candidato ao governo de São Paulo, Aloizio Mercadante do Partido dos Trabalhadores (PT). Porém, a escolha foi mal recebida por algumas lideranças do PT de São Paulo e pelo próprio presidente nacional do PDT, Carlos Lupi. Com isso, os partidos acabaram acordando a indicação do engenheiro e professor Coca Ferraz para ocupar o posto de candidato a vice-governador do estado.
Nas Eleições de 2010, optou pela candidatura à Assembleia Legislativa de São Paulo. Foi reeleito com 135.409 votos. Em maio de 2013, Olímpio foi anunciado como candidato do Partido Democrático Trabalhista (PDT) ao governo de São Paulo para as eleições de 2014.
Em junho de 2013, Olímpio criticou o prefeito de São Paulo, Fernando Haddad e o governador de São Paulo Geraldo Alckmin pela postura de ambos diante dos protestos gerais, afirmando que os dois estariam mais preocupados com as eleições do ano seguinte do que com a violência, e que "faltou pulso firme".
Olímpio foi líder do PDT na Assembleia Legislativa, de onde se desligou em 31 de janeiro de 2015 para assumir sua vaga na Câmara dos Deputados, após ser eleito no pleito de 2014 com 179.196 votos.
Em novembro de 2015, anunciou sua saída do PDT e o ingresso ao recém-criado Partido da Mulher Brasileira (PMB). Em março filiou-se ao Solidariedade (SD).
Na cerimônia de posse do ex-presidente Lula como Ministro da Casa Civil, em 17 de março de 2016, Olímpio gritou "vergonha", sendo então hostilizado pelos presentes e retirado do recinto pelos seguranças.
Olímpio foi candidato a prefeito de São Paulo nas eleições de 2016 pelo Solidariedade e obteve 116.870 votos.
Votou a favor do Processo de impeachment de Dilma Rousseff. Já durante o Governo Michel Temer, votou contra a PEC do Teto dos Gastos Públicos. Em abril de 2017, foi contrário à Reforma Trabalhista. Em agosto de 2017, votou a favor do processo em que se pedia abertura de investigação do então presidente Michel Temer.
Em março de 2018, Olímpio filiou-se ao PSL e, por esse partido, nas eleições de 2018, foi eleito senador por São Paulo, obtendo a maior votação naquele estado. No início de 2019, o Major anuncia intenção de uma candidatura à Presidência do Senado, pelo presidente do PSL, Luciano Bivar. No dia da votação da presidência do Senado, Olímpio retira sua candidatura, e indica apoio ao senador Davi Alcolumbre, que foi o vencedor do pleito. Foi líder do PSL no senado em 2019.
Entre novembro de 2019 e fevereiro de 2021, apresentou o programa Papo Reto, exibido pela RBTV.
Anunciou sua candidatura à Presidência do Senado em 2021, abrindo mão dela em favor de Simone Tebet.

## Morte
No dia 18 de março de 2021, teve morte cerebral em São Paulo, devido a complicações ocasionadas pela COVID-19., ele estava internado desde o início do mês no Hospital São Camilo na capital paulista.
Em seu lugar no Senado, assumiu o primeiro suplente da chapa, Alexandre Giordano (PSL).

## Livros
- Insegurança pública e privada - ISBN 8588781034